# 플로리다 주의회

플로리다 주의회(Florida Legislature)는 미국 플로리다주의 입법부이다. 상원은 플로리다주 상원, 하원은 플로리다주 하원으로 구성된 양원제로 구성되어 있다. 1968년에 채택된 플로리다주 헌법 제3조 1항은 입법부의 역할과 구성 방법을 정의한다. 입법부는 160명의 주 의원(하원 120명, 상원 40명)으로 구성된다. 입법부의 주요 목적은 새로운 법률을 제정하고 기존 법률을 개정하거나 폐지하는 것이다. 탤러해시에 있는 플로리다 주 의사당 건물에서 모임을 갖는다.